# Estructura (escultura al carrer Conde de Toreno d'Oviedo)
|  | Per a altres significats, vegeu «Estructura (escultura)». |

Estructura és una escultura urbana a la seu del Banc d'Espanya (c/ Conde de Toreno), a la ciutat d'Oviedo (Astúries, Espanya).
L'escultura és una estructura metàl·lica en espiral, que ofereix unes sensacions visuals pel joc de llums i ombres; és obra d'Eusebio Sempere, guardonat amb el Premi Príncep d'Astúries de les Arts l'any 1983, i està datada el 1982.
En un primer moment hi hagué una certa polèmica per la remodelació de la seu del Banc d'Espanya, ja que quan es va dur a terme a l'agost de 1982 la inauguració de la nova seu del Banc d'Espanya a Astúries, situada en el terreny on es trobava un palauet del segle xix. Un pertanyent a González de la Vall, només es van deixar els jardinets centrals del palauet, transformant la resta en un modern edifici a l'entrada, on es va instal·lar l'escultura de Sempere, que tenia àmplies proporcions.
Com curiositat, Eusebio Sempere té a la ciutat d'Oviedo una altra obra de les que conformen el "Museu a l'aire lliure" de la ciutat, que també s'anomena Estructura, i que igualment fou inaugurada l'any 1982, la qual s'ubica a la plaça General Primo de Rivera.